# Хорівська волость (Острозький повіт)
Хорівська волость — історична адміністративно-територіальна одиниця Острозького повіту Волинської губернії Російської імперії. Волосний центр — село Хорів.

## Адміністративний устрій
Станом на 1885 рік складалася з 20 поселень, 19 сільських громад. Населення — 6124 осіб (3074 чоловічої статі та 3050 — жіночої), 603 дворових господарства.
Основні поселення волості:
- Хорів — колишнє власницьке село при річці Дівуха за 7 верст від повітового міста; волосне правління; 531 особа, 71 двір, православна церква, каплиця. За 6 верст - станція залізниці Оженин
- Бродів — колишнє власницьке село при річці Горинь, 336 осіб, 41 двір, православна церква.
- Білашів — колишнє власницьке село, 229 осіб, 29 дворів, православна церква, водяний млин.
- Верхів — колишнє власницьке село, 467 осіб, 59 дворів, православна церква, постоялий будинок.
- Грозів — колишнє власницьке село, 308 осіб, 37 дворів, православна церква, постоялий будинок, водяний млині.
- Коростове — колишнє власницьке село, 574 особи, 75 дворів, православна церква, каплиця.
- Оженин — колишнє власницьке село, 569 осіб, 42 двори, православна церква, католицька каплиця, 2 постоялих двори, постоялий будинок, водяний млин.
- Плоска — колишнє власницьке село, 591 особа, 62 двори, православна церква, постоялий будинок, водяний млин, винокурний завод.
- Розваж — колишнє власницьке село при річці Горинь, 353 особи, 48 дворів, православна церква, постоялий будинок.
- Татарська Вулиця — колишнє власницьке село при річці Горинь, 110 осіб, 18 дворів, постоялий будинок, водяний млин, цегельний завод.
- Точевики — колишнє власницьке село, 191 особа, 20 дворів, православна церква.

## У складі Польщі
18 березня 1921 року, після підписання мирної угоди («Ризький мир») між РРФСР і УСРР, з одного боку, та Польщею — з другого, був прокладений новий державний кордон, який поділив Волинську губернію на дві частини — до Польщі відійшли 6 повітів губернії, а також 5 волостей Острозького повіту, серед яких була і Хорівська волость. 
У 1921-1939 року адміністративна одиниця існувала під назвою ґміна Хорув у тих же межах, що й за Російської імперії та Української держави (за винятком включення села Вільбівне, що опинилося "відрізане" новим кордоном від Кривинської волості).
На 1936 рік ґміна складалася з 30 громад:
1. Білашів — село: Білашів;
2. Більмаж — військові селища: Бєльмаж і Стжелакі;
3. Бродів — село: Бродів;
4. Бродівське — хутір: Бродівське;
5. Хорів — село: Хорів та військові селища: Хорів, Ревуха, Лісничівка і Попова Долина;
6. Дубини — село: Дубини;
7. Дерев'янче — села: Дерев'янче Мале і Дерев'янче Велике;
8. Грем'яче — село: Грем'яче;
9. Грем'яцьке — хутір: Грем'яцьке;
10. Грозів — село: Грозів та хутір Діброва Грозівська;
11. Чеський Гай — село: Чеський Гай;
12. Корчунок Грозівський — село: Корчунок Грозівський;
13. Коростова — село: Коростова;
14. Лебеді — село: Лебеді;
15. Михампіль — село: Михампіль;
16. Монастирок — село: Монастирок;
17. Оженин — село: Оженин і залізнична станція Острог;
18. Пилипи — село: Пилипи;
19. Попівці — село: Попівці;
20. Плоска — село: Плоска;
21. Понятівка — військове селище: Понятівка;
22. Розваж — села: Розваж, Озери і Церківщина;
23. Точевики — село: Точевики;
24. Вельбівно — села: Вельбівно, Придатки і Козелок;
25. Верхів — села: Верхів, Піщанка і Коритичі;
26. Висинки — село: Вісєнкі
27. Вітольдівка — село: Вітольдівка та колонія: Маївка;
28. Чеський Завидів — село: Чеський Завидів;
29. Завидівське — хутір: Завидівське;
30. Зозулинці — село: Зозулинці.

Після радянської анексії західноукраїнських земель ґміна ліквідована і включена в Острозький район.